# Trenèl
Pour les articles homonymes, voir Trenel.
Les trenèls ou tripous trenèls (occitan rouergat, « tripettes tressées » en français) compose un plat de ménage rural élaboré sur les territoires d'élevage de la brebis laitière de l'Aveyron méridional dans le Massif central.

## Présentation
Les trenèls, que la ville de Millau a érigés en spécialité renommée, sont composés d'une panse d'agneau farcie, pliée et maintenue par une ficelle.
Suivant les différents charcutiers et les familles qui en confectionnent, les recettes varient. 

## Ingrédients
La panse de mouton (à l'origine de race caussenarde puis, depuis quelques dizaines d'années, de race lacaune) sert de contenant pour la farce composée le plus souvent de jambon, ventrèche, ail piqué de clous de girofle. Le trenèl mitonnera dans un bouillon salé et poivré, composé d'eau, de vin blanc, de couenne, de carottes, de céleri, de poireau, d'oignon, de thym et de laurier,.

## Photos

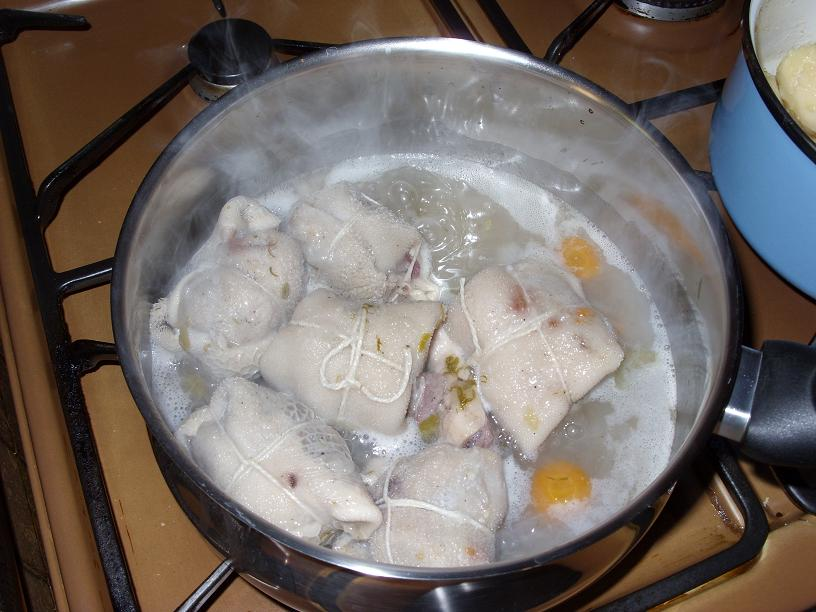
Trenèls.
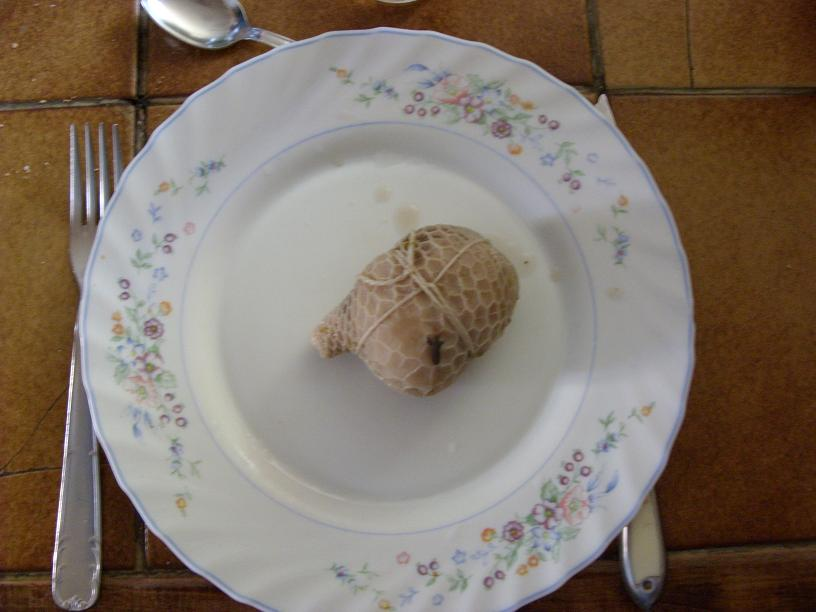
Un trenèl.
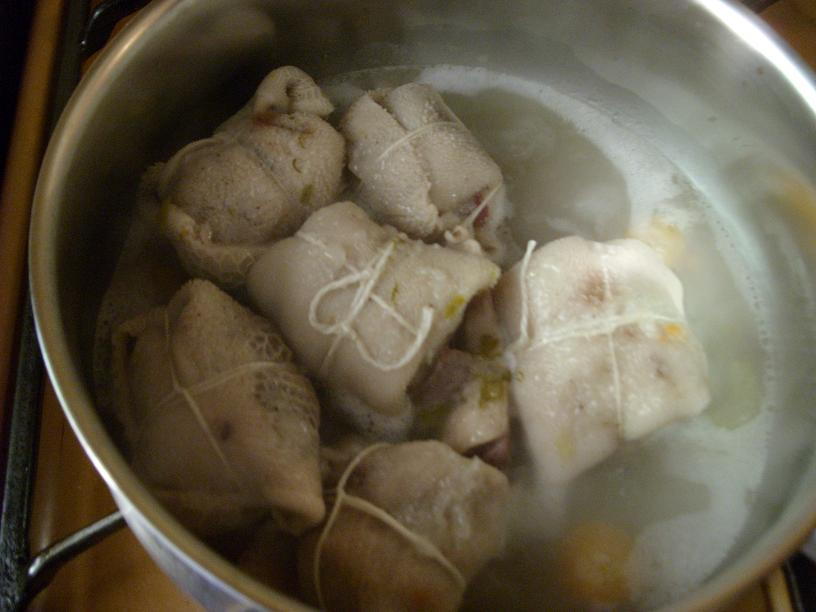
Trenèls.
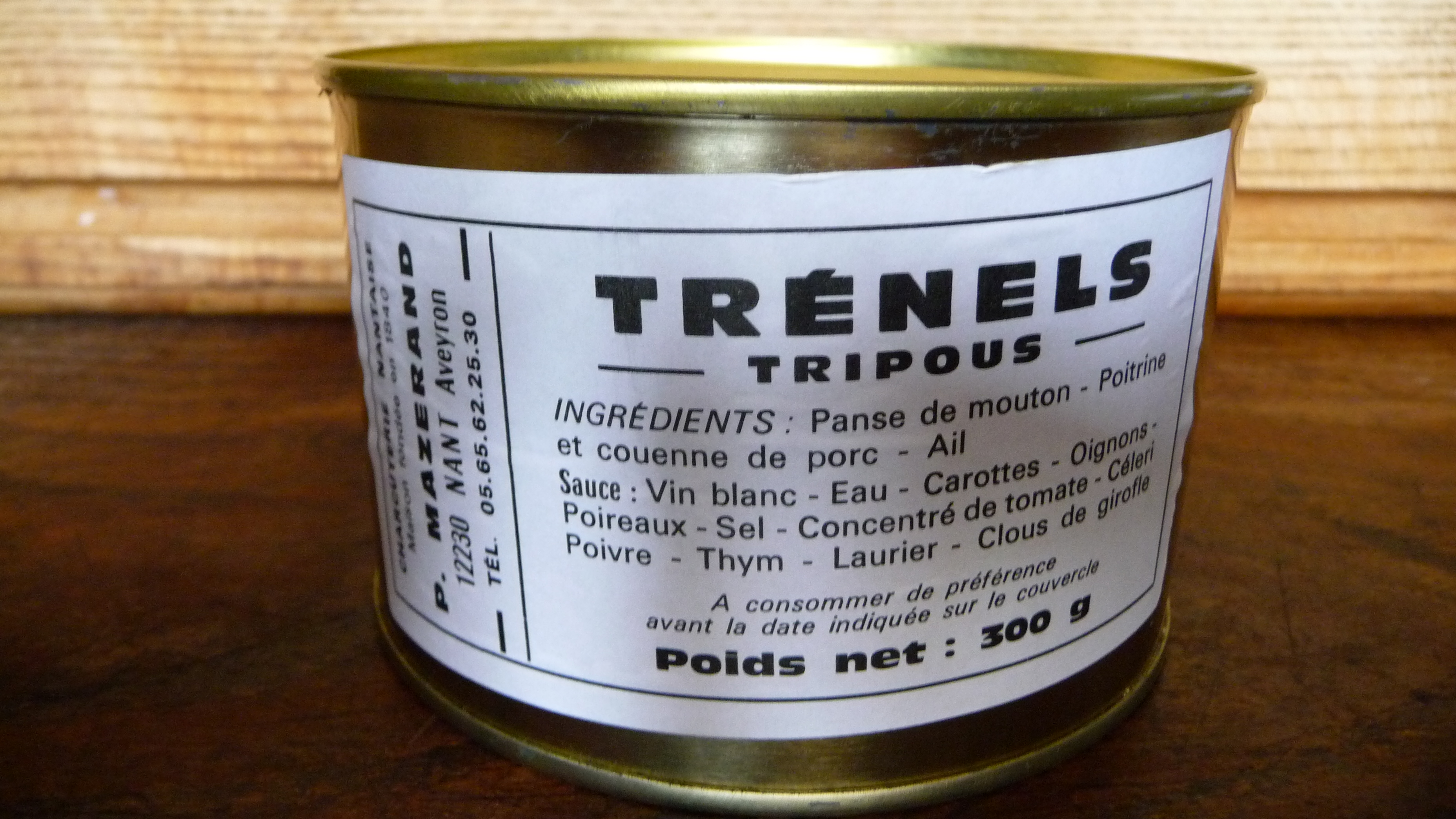
Boîte de tripous trenèls du commerce.

## Folklore
Chaque année. une confrérie (les Taste-trenèls) se réunit pour promouvoir leur vision de « l'art et la manière de préparer et de consommer le trenèl ».

## Préparations similaires
- Haggis écossais (de la panse de brebis farcie avec un mélange d'avoine), tournés en ridicule par Jacques Bodoin.
- Manouls de La Canourgue dans les zones d'élevage ovin de la Lozère.
- Pieds paquets en Provence.
- Tripous,  d'autres tripous de l'Aveyron mais élaborés aussi dans le Cantal et la Lozère.
- Tablier de sapeur originaire des territoires dévolus à l'élevage autour de la région lyonnaise.